# Pablo Barzola
Pablo Maximiliano Barzola (né le 17 novembre 1983 à San Martín dans la mégapole du Grand Buenos Aires, Argentine) est un footballeur argentin, défenseur latéral droit. Il quitte en mai 2011 le club français de Caen, arrivé en fin de contrat. Il joue actuellement en Argentine au Fernando Cáceres FC.

## Carrière
Il commence sa carrière en Primera división à Argentinos Juniors en 2001, alors que le club est en difficulté et est relégué en Championnat Nacional-B. Il évolue une saison pleine en Championnat Nacional-B, échouant dans la remontée en Primera división au stade des barrages en 2003. Il est alors sélectionné en équipe d'Argentine moins de 23 ans pour participer aux Jeux Panaméricains 2003.
En 2003, il rejoint le club de River Plate où il reste deux saisons, sans parvenir à s'imposer comme titulaire. Il part le temps d'une saison à Quilmes, avant de retourner dans son club formateur de Argentinos Juniors, où il réalise deux saisons pleines comme titulaire en 2006-2007 et 2007-2008. 
Ses qualités de défenseur viril et rapide, ainsi que sa capacité à tirer les coups de pied arrêtés attirent l'œil de recruteurs. Un temps pisté par Boca Juniors[réf. nécessaire], il signe un contrat de trois ans au Stade Malherbe de Caen le 3 juin 2008 pour remplacer Cédric Hengbart dans le couloir droit bas-normand. Surnommé « El Negro » en Argentine, Barzola est affublé du surnom « Pépito » par ses partenaires du SM Caen. Il réalise un très bon début de saison, tout comme ses partenaires mais l'automne s'avère compliqué et le club atteint la trêve à la 13e place de la Ligue 1. L'hiver n'est gère plus réjouissant, des problèmes internes s'ajoutent aux problèmes sportifs, Caen ne gagne pas pendant 16 journées (du 22 novembre 2008 au 11 avril 2009) et entre dans la zone de relégation. Le 2 mai 2009, il inscrit son premier but en Ligue 1 contre Le Mans. Malgré la qualité des joueurs de l'équipe normande, le club descend en Ligue 2 pour la saison suivante.
Pour la saison 2009-10, il reste au club et réalise un bon début de saison. Il est d'ailleurs auteur d'un but lors de SM Caen-Sedan (3-1) le 2 octobre 2009 (but qu'il dédie à sa fille Chiara, née peu de temps avant) et est « homme du match » permettant à son équipe de gagner ce match délicat. Pablo maintient son niveau de jeu mais souffre de blessures musculaires à répétition, qui ne lui font jouer que 26 matchs de Ligue 2. Il devient champion de Ligue 2 au soir de la 38e journée après la victoire 3-1 à Nantes.
À l'orée de sa troisième saison sous les couleurs malherbistes, il n'est pas titulaire indiscutable, notamment à cause de la fin de saison précédente marquée par des blessures et l'émergence de Jérémy Sorbon sur le côté droit de la défense. Les blessures de ses coéquipiers Branko Lazarević et Grégory Leca lui font cependant commencer la saison comme titulaire. Son début de saison est correct, il maîtrise André Ayew puis Hatem Ben Arfa lors de la victoire 2-1 contre Marseille pour le compte de la première journée. Mais il perd peu à peu sa place à la suite des prestations convaincantes de Jérémy Sorbon et de Romain Inez. Très peu utilisé lors des matchs retours de la saison 2010-11 puis devenu superflu au sein de l'effectif, le président Jean-François Fortin annonce en mai 2011 que son contrat ne sera pas renouvelé. Il retourne dans son ancien club en Argentine.

## Statistiques
| Saison    | Club               | Pays | Championnat      | Championnat | Championnat | Coupe nationale | Coupe nationale | Coupe de la ligue | Coupe de la ligue | Coupe d’Europe | Coupe d’Europe | Coupe d’Europe |
| Saison    | Club               | Pays | Div.             | Matchs      | Buts        | M               | B               | M                 | B                 | Comp.          | M              | B              |
| --------- | ------------------ | ---- | ---------------- | ----------- | ----------- | --------------- | --------------- | ----------------- | ----------------- | -------------- | -------------- | -------------- |
| 2002-2003 | Argentinos Juniors |      | Nacional-B       | 33          | 0           | -               | -               | -                 | -                 | -              | -              | -              |
| 2003-2004 | River Plate        |      | Primera División | 2           | 0           | -               | -               | -                 | -                 | -              | -              | -              |
| 2004-2005 | River Plate        |      | Primera División | 7           | 0           | -               | -               | -                 | -                 | -              | -              | -              |
| 2005-2006 | Quilmes            |      | Primera División | 35          | 0           | -               | -               | -                 | -                 | -              | -              | -              |
| 2006-2007 | Argentinos Juniors |      | Primera División | 32          | 1           | -               | -               | -                 | -                 | -              | -              | -              |
| 2007-2008 | Argentinos Juniors |      | Primera División | 34          | 3           | -               | -               | -                 | -                 | -              | -              | -              |
| 2008-2009 | SM Caen            |      | Ligue 1          | 33          | 1           | 1               | 0               | 1                 | 0                 | -              | -              | -              |
| 2009-2010 | SM Caen            |      | Ligue 2          | 26          | 1           | 2               | 0               | 1                 | 0                 | -              | -              | -              |
| 2010-2011 | SM Caen            |      | Ligue 1          | 12          | 0           | 0               | 0               | 2                 | 0                 | -              | -              | -              |
| 2011-2012 | Argentinos Juniors |      | Primera Division | -           | -           | -               | -               | -                 | -                 | -              | -              | -              |

## Palmarès
- Tournoi de clôture d'Argentine : 2004 (River Plate)
- Champion de France de Ligue 2 : 2010 (SM Caen)
- Champion PanAmericain: 2003 (Argentine u23)